# 阿尼尔·加西亚
阿尼尔·加西亚·奥蒂斯（西班牙語：Anier García Ortiz，1976年3月9日—），古巴田径运动员，2000年夏季奥林匹克运动会男子110米栏金牌得主。
加西亚出生于圣地亚哥，1995年在泛美青年田径运动会上夺得冠军而成名，但在次年的奥运会上未能进入决赛。1999年，他在世界田径锦标赛上被科林·杰克逊击败，屈居亚军。
2000年悉尼奥运会上，加西亚击败了所有对手，取得冠军。2004年夏季奥林匹克运动会上，加西亚获得第三名。他的个人最好成绩为13.00秒。

## 外部連結
- 阿尼尔·加西亚在的頁面